# Jüdische Gemeinde Ingelheim
Die jüdische Gemeinde Ingelheim im heutigen rheinland-pfälzischen Landkreis Mainz-Bingen umfasste die jüdischen Einwohner der drei Gemeinden Ober-Ingelheim, Nieder-Ingelheim sowie Frei-Weinheim, die 1939 zur Stadt Ingelheim am Rhein zusammengeschlossen wurden. Sie bestand vom 18. Jahrhundert bis in die 1930er Jahre und gehörte zum Rabbinat Bingen.

## Geschichte
Die Geschichte der Juden in Ingelheim erstreckt sich über einen Zeitraum von fast 600 Jahren vom 14. Jahrhundert bis in die 1930er Jahre. Anhand der Quellen kann davon ausgegangen werden, dass vom 16. Jahrhundert bis zu Deportation der letzten jüdischen Einwohner 1942, durchgehend Juden in Ingelheim siedelten, wobei sich zu Beginn des 19. Jahrhunderts eine jüdische Gemeinde bildete. Als Kammerknechte des Kaisers und später als Schutzjuden des jeweiligen Landesfürsten mussten die jüdischen Einwohner, für die ihnen erteilten Privilegien, hohe Abgaben an diese zahlen. Zur jüdischen Gemeinde, die zum Rabbinat Bingen gehörte, zählten mehrheitlich die jüdischen Einwohner aus Ober-Ingelheim, daneben auch aus Nieder-Ingelheim sowie Frei-Weinheim. In Frei-Weinheim sind nur für wenige Zeiträume im 16. und 17. Jahrhundert jüdische Einwohner nachgewiesen.

### 14. bis 18. Jahrhundert
Bereits im 14. Jahrhundert siedelten Juden auf dem Gebiet von Ingelheim. Im Jahr 1364 wird in Ober-Ingelheim eine Judengasse genannt. Ingelheim gehörte zu den wenigen Gemeinden in der Kurpfalz, in denen nach der Vertreibung der Juden durch Kurfürst Ruprecht II, auch genannt Ruprecht der Harte, noch Juden lebten. Die nächste namentlicher Erwähnung findet sich in Urkunden aus den Jahren 1424 und 1430, als Kurfürst Ludwig II. einigen jüdischen Familien die Erlaubnis erteilte sich in Nieder-Ingelheim niederzulassen. Ihren Lebensunterhalt bestritten die jüdischen Einwohner zuerst im Kreditgeschäft (als Geld- und Pfandverleiher), das Christen zu jener Zeit verboten war. Daraus erwuchs dann auch ein Handel mit anderen Waren, in deren Besitz diese kamen, wenn Schuldner die Zinsen nicht bedienen oder Kredite nicht zurückzahlen konnten. Zwischen dem 15. und dem 17. Jahrhundert wurden Juden aus Mainz mehrmals vertrieben, diese ließen sich zumeist in den Ortschaften im Umland von Mainz nieder. So zum Beispiel 1662 und 1671, als Kurfürst Johann Philipp von Schönborn die jüdischen Einwohner, auf Druck der Zünfte, aus Mainz auswies, es ihnen aber zugleich freistellte, sich überall im Erzstift niederzulassen. Im 17. und 18. Jahrhundert hingegen geben die Quellen nur wenig Auskunft über jüdisches Leben in Ingelheim. Das dürfte daran liegen, dass im 17. und 18. Jahrhundert Ingelheim, wie das gesamte Rheinland, fast durchgängig von verschiedenen Kriegen betroffen war (Jülich-Klevischer Erbfolgestreit, Dreißigjähriger Krieg, Pfälzischer Erbfolgekrieg und Spanischer Erbfolgekrieg). Nachweise für in Ingelheim ansässige Juden stammen für diesen Zeitraum überwiegend aus Listen, in denen die Abgaben der Schutzjuden festgehalten wurden. Mitte des 18. Jahrhunderts lebten auf dem Gebiet von Ingelheim 45 Juden.

### 19. und 20. Jahrhundert
Vermutlich zu Beginn des 19. Jahrhunderts bildete sich eine jüdische Gemeinde, die über einen eignen Betsaal verfügte. Dieser befand sich wohl im Wohnhaus in der Stiegelgasse 25, in dessen Hinterhof später die Synagoge errichtet wurde. Im 19. Jahrhundert stieg die jüdische Bevölkerungszahl stark an und erreichte im Jahr 1850 ihren höchsten Stand. Ab diesem Zeitpunkt kam es, wie in vielen Landgemeinden in Deutschland, zu Auswanderungen in die USA, nach Südamerika, Palästina und Südafrika und in andere europäische Länder sowie zur Abwanderung in Folge der zunehmenden Industrialisierung in die Städte. Mit der Aufhebung der Verordnungen von Napoleon Bonaparte sowie weiterer französischer Gesetze im Jahr 1847, verbesserte sich die wirtschaftliche Situation der jüdischen Einwohner. Sie waren bis 1933 weitgehend in das kulturelle, soziale, politische und öffentliche Leben in Ingelheim integriert. Sie begleiteten neben Ehrenämtern in nichtjüdischen Vereinen auch offizielle Ämter, wie die Beispiele von Ferdinand Meyer und Siegmund Oppenheimer belegen. Ferdinand Meyer, von Beruf Bankdirektor, war 20 Jahre Mitglied des Gemeinderates. Daneben begleitete er das Amt des Branddirektors von Ober-Ingelheim und wurde 1891 zum Großherzoglichen Kreis-Feuerwehr-Inspektor berufen. Siegmund Oppenheimer, war 40 Jahre lang Mitglied und Schriftführer des Männergesangsverein GERMANIA. Noch im Januar 1933 erhielt er die silberne Ehrennadel für seine 40-jährige Mitgliedschaft und wurde als Schriftführer bestätigt. Als solcher musste er dann im Juni 1933 seinen eigenen Ausschluss aus dem Verein, aufgrund seiner jüdischen Abstammung, protokollieren. Obwohl die Juden in Ingelheim niemals ghettoisiert waren, wurden sie ab 1933, nach der Machtergreifung Adolf Hitlers, immer mehr entrechtet. Nach mehreren judenfeindlichen Aktionen verringerte sich die Zahl der Ingelheimer Juden zwischen 1933 und 1938 von 115 auf 76. Bei den Novemberpogromen 1938 wurden neben der Synagoge auch Häuser und Geschäfte der jüdischen Einwohner verwüstet, es kam zu Misshandlungen und ein Teil der männlichen jüdischen Gemeindemitglieder wurde vorübergehend im KZ Buchenwald interniert. Angeführt wurde der Mob, dem sich auch zahlreiche Einwohner Ingelheims anschlossen, von österreichischen Mitgliedern der SA, die zu diesem Zeitpunkt in Wackernheim stationiert waren. Danach verließen fast alle jüdischen Einwohner Ingelheim, die letzten verbliebenen 17 wurden 1942 deportiert.

### Entwicklung der Einwohnerzahl
| Jahr | Ober-Ingelheim | Nieder-Ingelheim | Gesamt |
| --- | -------------- | ---------------- | ------ |
| 1758 | 39             | 6                | 45     |
| 1804 | 56             | 8                | 64     |
| 1810 | 150            | keine Angaben    |        |
| 1824 | 128            | 21               | 149    |
| 1835 | 141            | 23               | 164    |
| 1850/1851 | 200            | 25               | 225    |
| 1861 | 137            | 42               | 179    |
| 1871 | 169            | keine Angaben    |        |
| 1900 | 94             | 48               | 142    |
| 1910 | 110            | 42               | 152    |
| 1925 | 74             | 56               | 130    |
| 1933 | 59             | 56               | 115    |
| 1936/37 | 51             | 31               | 82     |
| 1938 |                |                  | 76     |
| 1939 |                |                  | 30     |
| 1942 |                |                  | 17     |
| Je nach Quelle unterscheiden sich die Angaben zur Einwohnerzahl in den verschiedenen Jahren. - Quelle 1758 bis 1871: Die Jüdische Bevölkerungsentwicklung in Ingelheim 1364-1950. - Quelle 1900 bis 1942: „Freudige Gefolgschaft und bedingungslose Einordnung ...“? |                |                  |        |

## Einrichtungen

### Synagoge
Die Synagoge wurde zwischen 1840 und 1841 im Hinterhof eines Wohnhauses in der Stiegelgasse 25 errichtet. Bei den Novemberpogromen 1938 wurde die Synagoge vollständig zerstört. Die Ruine wurde verkauft und später ein Wohnhaus auf dem Grundstück errichtet. Heute erinnert eine Gedenkstele auf dem Grundstück (Synagogenplatz) an die Synagoge und die jüdische Gemeinde.

### Mikwe
Die Gemeinde verfügte über eine eigene Mikwe.

### Schule
Die jüdische Gemeinde verfügte über eine Religionsschule, deren Lehrer zeitgleich auch das Amt des Vorbeters und Schochet innehatte. Zwischen 1868 und 1875 unterhielt die Gemeinde eine eigene jüdische Konfessionsschule (Elementarschule) deren Lehrer Josef Klingenstein, nach deren Auflösung, an der Gemeindeschule unterrichtete.

### Friedhöfe
Die jüdische Gemeinde nutzte in der 600-jährigen Geschichte ihres Bestehens vier unterschiedliche Friedhöfe zur Beisetzung ihrer Verstorbenen. Eine genaue Datierung der Belegungszeiten ist nicht immer möglich, da während der NS-Zeit die Friedhöfe geschändet und die Grabsteine teilweise zwischen den Friedhöfen verlegt wurden.

#### Judinacker zu Ober-Ingelheim
Nachweislich in der Zeit zwischen 1385 und 1411 wurde ein heute nicht mehr erhaltener Friedhof bei Ober-Ingelheim genutzt. Ob dieser auch vor oder nach dieser Zeit belegt wurde, ist nicht bekannt. Ebenso unbekannt ist seine genaue Lage. Er soll sich auf der Gemarkung Ober Hollern befunden haben.

#### Todtenhof im Saal
Dieser jüdische Friedhof lag in Ober-Ingelheim in der Straße Im Saal, an der westlichen Mauer der Kaiserpfalz. Eine Belegung erfolgte vermutlich vom letzten Drittel des 17. Jahrhunderts bis in die erste Hälfte des 19. Jahrhunderts.

#### Gewann Sohl
Der Friedhof lag auf dem Gewann Sohl, an der heutigen Hugo-Loersch-Straße in Ober-Ingelheim. Eine Belegung fand von ca. 1836 bis 1938 statt.

#### Neuer Friedhof Rotweinstraße
1925 wurde in Ober-Ingelheim, in unmittelbarer Nähe des kommunalen Friedhof in der Rotweinstraße, ein neuer jüdischer Friedhof angelegt. Dieser wurde ab diesem Zeitpunkt überwiegend für die Bestattungen genutzt. Die letzte Beisetzung fand dort im Jahr 1941 statt.

### Vereine
Die Mitglieder der jüdischen Gemeinde waren in verschiedenen jüdischen Vereinen engagiert. Diese waren im Einzelnen:
- Der Israelitische Männerverein
- Der Israelitische Frauenverein
- Der Israelitische Jugendbund
- Der Israelitische Wohltätigkeitsverein
- Die Ortsgruppe des Central-Verein deutscher Staatsbürger jüdischen Glaubens
- Die Ortsgruppe des Reichsbund jüdischer Frontsoldaten

## Opfer des Holocaust
Das Gedenkbuch – Opfer der Verfolgung der Juden unter der nationalsozialistischen Gewaltherrschaft 1933–1945 und die Zentrale Datenbank der Namen der Holocaustopfer von Yad Vashem führen 65 Mitglieder der jüdischen Gemeinschaft Ingelheim (die dort geboren wurden oder zeitweise lebten) auf, die während der Zeit des Nationalsozialismus ermordet wurden.

## Erinnerungsarbeit
Zwischen 2006 und 2020 wurden durch den Künstler Gunter Demnig insgesamt 44 Stolpersteine und eine Stolperschwelle in Ingelheim vor Wohnhäusern, deren jüdische Einwohner während der Zeit des Nationalsozialismus deportiert, ermordet oder vertrieben worden waren, verlegt. Durch die politische Gemeinde wurde 1972 eine Gedenktafel am Standort der ehemaligen Synagoge angebracht. 1992 entwarfen Schüler des Sebastian-Münster-Gymnasiums eine Gedenkstele, die in Zusammenarbeit mit dem Deutsch-Israelischen Freundeskreis und einer örtlichen Baufirma erstellt und 1992 am Standort der ehemaligen Synagoge, dem heutigen Synagogenplatz, aufgestellt und eingeweiht wurde. In die aus Beton bestehende Stele sind im oberen Bereich zwei Davidsterne eingelassen. Im Sockel befindet sich ein Stein vom Berg Sinai. Vor der Stele waren zwei Bronzeplatten eingelassen. Die eine Platte trug die Namen der Opfer des Nationalsozialismus und die zweite Platte erinnerte an die ehemalige Synagoge. Im Zuge der Umgestaltungen des Platzes im Jahr 2008 wurden die zwei Tafeln durch eine neue Informationstafel, die an einer Wand angebracht ist, ersetzt.